# Aethiopulopa myron
Aethiopulopa myron är en insektsart som beskrevs av Rauno E. Linnavuori 1972. Aethiopulopa myron ingår i släktet Aethiopulopa och familjen dvärgstritar. Inga underarter finns listade i Catalogue of Life.